# АГРОуния
АГРОуния (пол. AGROunia) — аграрное политическое движение в Польше, созданное Михалом Колодзейчаком, бывшим членом совета гмины Блашки баллотировавшийся в качестве кандидата от партии «Право и справедливость». АГРОуния критикует действия нынешних политиков в отношении состояния сельского хозяйства в Польше и организует сельскохозяйственные протесты и информационные кампании.
Возникло в 2018 году как протестное социальное движение фермеров консервативного толка, связанное с правыми кругами. В 2021 году стало политической партией христианско- и аграрно-социалистического толка, ориентирующуюся на наследие левонационалистической партии Самооборона Республики Польша, радикальной организации Борющаяся солидарность и довоенной Польской крестьянской партии «Освобождение». По словам лидера партии, в его понимание социализма входят «вера, традиция и сама Дева Мария».
На учредительный съезд были приглашены левые активисты наподобие Петра Иконовича, а разработка экономической программы с протекционистскими, антимонополистическими и антикапиталистическими требованиями была поручена социалисту Яну Зигмунтовскому. В феврале 2023 года АГРОуния вступила в недолговечный альянс с партией Согласие, считающейся наиболее либеральным крылом коалиции Объединённые правые, но уже в июне вместо этого сблизилась с мелкой регионалистской партией левого толка Новая демократия — Да. В августе 2023 года АГРОуния стала частью Гражданской коалиции.

## История
В 2018 году Михал Колодзейчак создал Союз овощей и картофеля, который организовал протесты против политики правительства по борьбе с вирусом африканской чумы свиней. Вскоре после этого события была основана АГРОуния.
13 марта 2019 года на площади Завиша в Варшаве прошла акция протеста, в ходе которой были сожжены солома и шины, разбросаны сотни килограммов яблок, навоз и свиные головы с требованием, чтобы 50 процентов товаров в магазинах были польского происхождения. В связи с этим событием глава АГРОунии услышал обвинения в уничтожении имущества.
В 2021 году организация перекрыла дороги, требуя изменения государственной политики в отношении сельского хозяйства.

## Цели движения

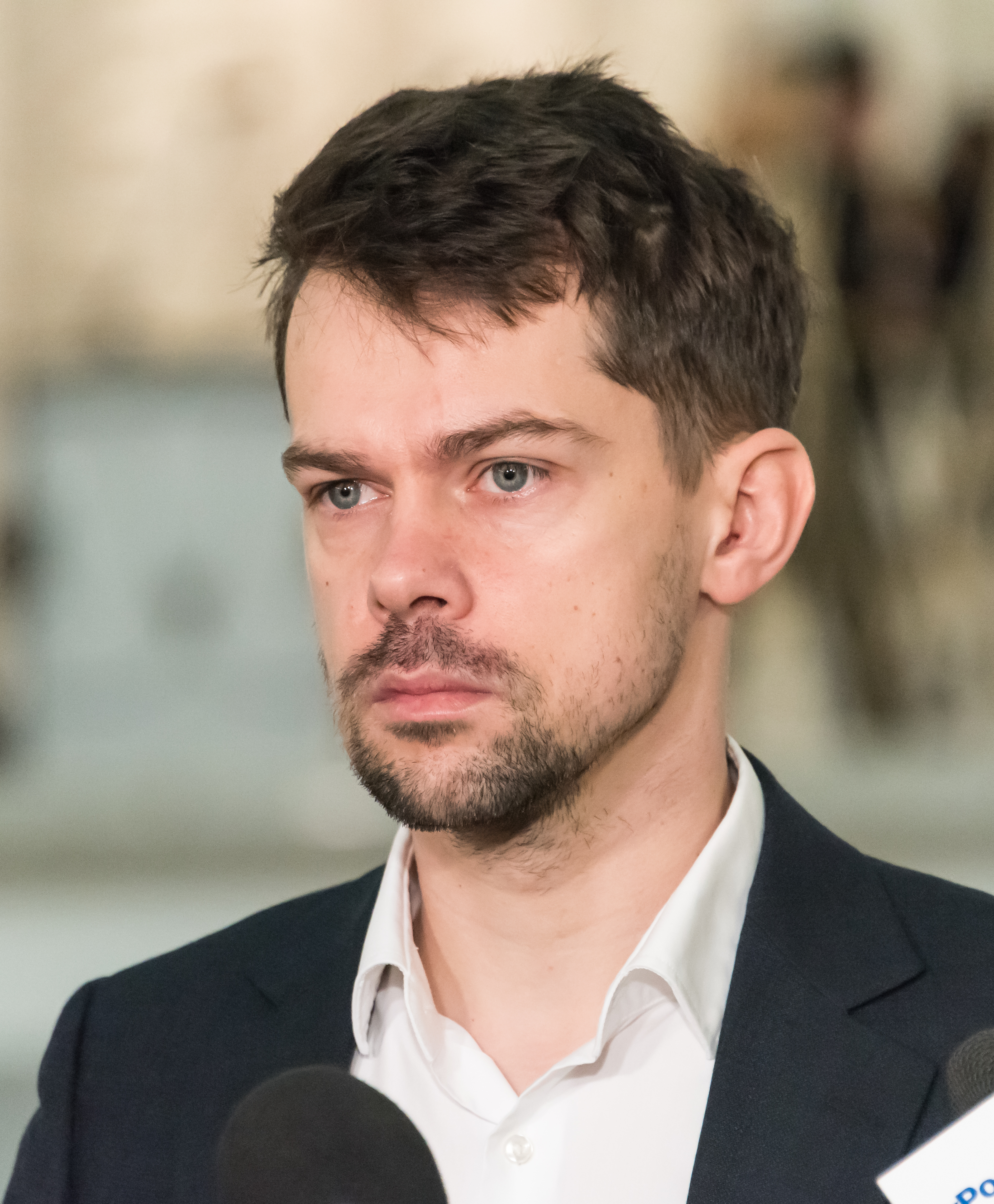
Лидер партии Михал Колодзейчак

Цель АГРОунии — попытаться повлиять на правительство посредством протестов, чтобы их требования, направленные на помощь фермерам, были выполнены. Организация выступает за защиту внутреннего рынка и семейных ферм. Кроме того, она хочет, чтобы польские фермеры обеспечивали стране продовольственную безопасность и здоровую пищу. Михал Колодзейчак считает, что важно взять на себя управление сельскохозяйственным самоуправлением — по его словам, сельскохозяйственные палаты дороги и не вызывают адекватного развития сельского хозяйства, поэтому их следует заменить независимыми структурами фермеров, оказывающих влияние на правителей. Фермеры, связанные с организацией, поддерживают определение необходимого количества польских продуктов в супермаркетах и требуют строгого соблюдения стандартов маркировки продуктов питания флагом происхождения.
- Польская еда в приоритете в магазинах;
- Точная маркировка польских продуктов питания;
- Противодействие дискриминации польских фермеров в Европе;
- Запрет на ликвидацию прибыльных отраслей сельского хозяйства и животноводства;
- Противостояние олигополиям и монополиям;
- Закупка сельскохозяйственных товаров государством, а в случае экономического кризиса государство должно покрывать убытки фермера.